# Waglers arassari
De Waglers arassari (Aulacorhynchus wagleri) is een vogel uit de familie Ramphastidae (toekans). Deze vogel is genoemd naar de Duitse zoöloog Johann Georg Wagler.

## Verspreiding en leefgebied
Deze soort is endemisch in zuidwestelijk Mexico.